# Cacciatori nella neve

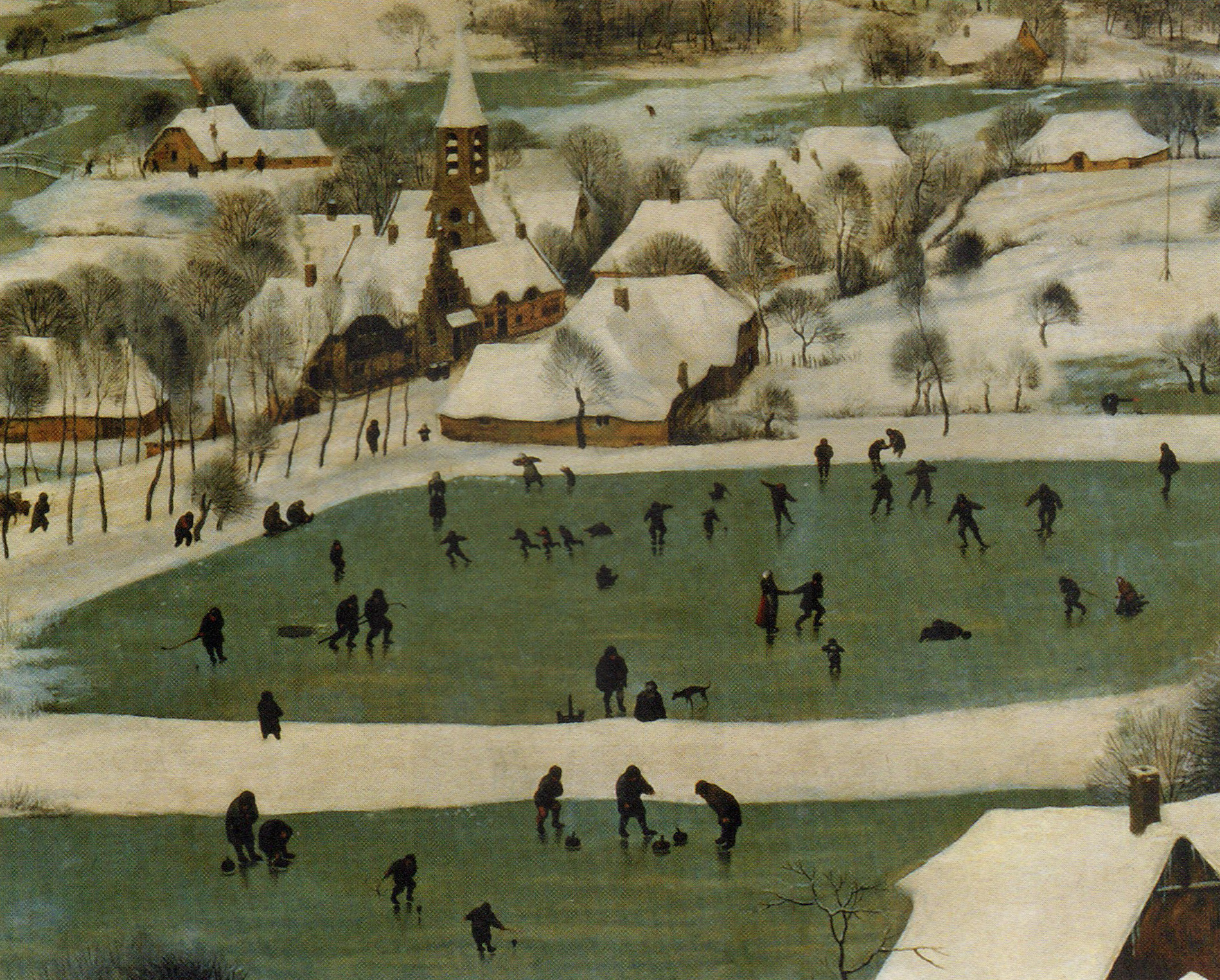
Dettaglio

I Cacciatori nella neve è un dipinto a olio su tavola (117x162 cm) di Pieter Bruegel il Vecchio, realizzato nel 1565 e conservato nel Kunsthistorisches Museum di Vienna. È firmato "BRVEGEL M.D.LXV."
Il Ritorno è probabilmente l'ultimo dipinto del ciclo, come suggerisce lo stesso tema della conclusione del percorso.

## Storia
L'opera fa parte della serie dei Mesi, completata con sole cinque tavole e già in possesso di Niclaes Jonghelinck di Anversa. Appena un anno dopo, nel 1566, venne ceduta all'amministrazione cittadina e nel 1594 fu l'oggetto di un dono a Ernesto d'Asburgo.

## Descrizione e stile
Si tratta di una scena invernale, simbolo forse di dicembre/gennaio. In una pungente giornata in cui la neve ha coperto tutto il paesaggio, un gruppo di cacciatori in primo piano a sinistra si appresta a rientrare al villaggio coi cani al seguito e con qualche uccello come preda. Il loro passo è pesante e silenzioso. Uno dei tre trasporta una volpe uccisa, un altro un carniere contenente un bottino che si intuisce piuttosto esiguo.
Attenta è l'analisi delle attività umane in questo periodo dell'anno: a sinistra alcuni contadini, davanti alla locanda Al cervo (come recita l'insegna), stanno strinando il maiale appena ucciso; anche se l'animale non si vede, la circostanza è chiarita dalla presenza del mastello di legno usato durante la macellazione.
L'osservatore è invitato a spaziare visualmente in direzione delle lontananze ghiacciate ed il cielo grigio-azzurro, immergendosi in una immobilità silenziosa, turbata appena dall'elegante volo dell'uccello nero che si staglia sulle cime innevate; si tratterebbe di un gheppio (esso stesso un cacciatore invernale).
La discesa conduce lo sguardo in lontananza, verso la spianata ghiacciata dove piccole figure di adulti e bambini sono alle prese con giochi e corse su pattini e slittini. Lo sfondo è occupato da una distesa di campi resi candidi dalla neve, punteggiati da casolari e chiesette, che arrivano fino ai piedi delle montagne innevate, un elemento estraneo al paesaggio fiammingo, ma che Bruegel aveva visto anni prima in un viaggio in Italia, attraversando le Alpi. Al centro la pianura si estende a perdita d'occhio, fino alla riva marina, velata dai rami degli alberi in primo piano, spogli e carichi di neve.
I colori dominanti sono freddi (bianco, grigio-verde, nerastro), perfetti per rendere il gelo dell'atmosfera invernale, e su di essi risaltano i dettagli di colore bruno, come i cacciatori e la muta dei cani, il cotto delle abitazioni, il fuoco a sinistra.
L'opera fu dipinta verosimilmente durante il gelido inverno del 1564-65, ricordato dalle cronache come uno dei più rigidi della storia, con temperature polari in Russia, nelle Fiandre, in Germania ed in quasi tutta Europa.